# 天堂M
《天堂M》是一款由韓國NCsoft開發的角色扮演遊戲，改編自1998年推出的大型多人線上角色扮演遊戲《天堂》。天堂M在韓國和臺灣以及香港、东南亚、中國大陸皆獲得了良好评价与廣大的迴響，也使臺灣代理商遊戲橘子的營收大幅成长。天堂M在韓國由NCsoft定於2017年12月11日在Android和iOS平台上發行，而臺灣則由遊戲橘子所代理。

## 發行
《天堂M》於2017年5月起在南韓開放事前登錄，其登錄人數超過400萬人次。在臺灣，該中文版遊戲由遊戲橘子代理，並於2017年10月10日開放預先登錄，且在首日的會員人數達54萬人次。為了紓解於12月11日的龐大下載流量，遊戲橘子提前於12月8日開放Android版本先行下載，好讓玩家事先載好遊戲後等待伺服器的開放。
2018年1月18日，據報導，《天堂M》在臺灣發行一個月後，其會員數已超過300萬人，這使遊戲橘子花在該遊戲的行銷預算已經回本。遊戲橘子也憑《天堂M》使公司的股價大漲、轉虧為盈。2018年5月9日，遊戲橘子宣布，集團合併營收為新台幣15.5億元，這歸功於《天堂M》的人氣迴響而較去年同期大幅成長172%。

## 遊戲版本

### 序章：Black Flame（黑燄）
NCSoft 於《天堂M》一週年大會中揭露遊戲將不再完全依循 PC 版的影子與設定，於 2018年5月30日正式推出序章《EP.1 Black Flame》（黑燄）並且推出全新職業「神槍手」，透過不同的移動與攻擊邏輯顛覆玩家對《天堂》遊戲的既有印象，而序章只是作為《天堂M》改變的開始。
因應各方面考量，在宣布推出序章的同時亦宣布將重新設計遊戲畫面以高解析度呈現。

## 爭議
《天堂M》在臺灣於2017年12月11日正式開放伺服器後，儘管有著116萬名會員的登入，有許多玩家批評遊戲橘子擅改寶物掉落率、升級經驗值、每日福利等機制，甚至有玩家付了44萬元新臺幣仍抽不到神級虛擬寶物；此外，由於該遊戲的高人氣，使得斷線狀況時常發生。當許多玩家無法登入遊戲和擅自更改原版遊戲數值的爭議爆發後，《天堂M》在Google Play和App Store平台上被許多不滿的玩家將評價洗至一星；對此遊戲橘子在不久後宣布，已將該遊戲的機制數值改回韓國原版，但這仍難以平息眾怒。
2017年12月15日，在遊戲內，課長代表著花費台幣甚多的玩家，而遊戲內部出現稀有寶物時會有全伺服器公告。每次爭議過後，便出現稀有寶物於公告內的情況，許多玩家認為是遊戲公司工讀生為求吸引玩家充值而為。
2018年1月28日，在台北電玩展上，《天堂M》攤位舉辦了限時10分鐘不限花費的抽卡活動，但10分鐘過後仍未有玩家抽中「紅變」；而當遊戲斷線維修後，才有玩家抽中，為此引起爭議。
2021年，遊戲實況主丁特在《天堂M》花費上百萬元進行實測，發現道具製作的機率比官方公告還低，因此在YouTube要求官方出來面對，並且向行政院消費者保護處提出申請，對此遊戲橘子在12月17日發出聲明提起民事訴訟。
2022年6月13日，遊戲實況主丁特案件，最終公平會裁決罰遊戲橘子200萬元新台幣，假若不服公平會之裁決，仍可在兩個月內向臺北高等行政法院提起行政訴訟。
2023年2月13日，新北地方法院判決遊戲橘子所提之訴予以駁回，法官認為丁特部分言論並非針對遊戲橘子，部分是親身經驗、有合理查證，另一部分則是「可受公評之事」，無侵害名譽及信譽權。

## 外部連結
- 官方网站（臺灣）
- 官方网站（韓國）
- 官方网站（日本）
- 天堂M的Facebook專頁